# Геннінг (Міннесота)
Геннінг (англ. Henning) — місто (англ. city) в США, в окрузі Оттер-Тейл штату Міннесота. Населення — 854 особи (2020).

## Географія
Геннінг розташований за координатами 46°19′23″ пн. ш. 95°26′31″ зх. д. / 46.32306° пн. ш. 95.44194° зх. д. (46.322998, -95.441961).  За даними Бюро перепису населення США в 2010 році місто мало площу 8,75 км², з яких 8,64 км² — суходіл та 0,11 км² — водойми.

## Демографія
Згідно з переписом 2010 року, у місті мешкали 802 особи в 364 домогосподарствах у складі 181 родини. Густота населення становила 92 особи/км².  Було 438 помешкань (50/км²).
Расовий склад населення:
| - 97,0 % — білих - 1,2 % — азіатів - 0,2 % — чорних або афроамериканців - 0,1 % — корінних американців |

До двох чи більше рас належало 1,2 %. Частка іспаномовних становила 0,7 % від усіх жителів.
За віковим діапазоном населення розподілялося таким чином: 21,2 % — особи молодші 18 років, 46,6 % — особи у віці 18—64 років, 32,2 % — особи у віці 65 років та старші. Медіана віку мешканця становила 50,1 року. На 100 осіб жіночої статі у місті припадало 85,2 чоловіків;  на 100 жінок у віці від 18 років та старших — 79,0 чоловіків також старших 18 років.
Середній дохід на одне домашнє господарство  становив 39 010 доларів США (медіана — 30 114), а середній дохід на одну сім'ю — 52 294 долари (медіана — 44 750). Медіана доходів становила 40 000 доларів для чоловіків та 33 750 доларів для жінок. За межею бідності перебувало 24,3 % осіб, у тому числі 40,4 % дітей у віці до 18 років та 21,5 % осіб у віці 65 років та старших.
Цивільне працевлаштоване населення становило 266 осіб. Основні галузі зайнятості: освіта, охорона здоров'я та соціальна допомога — 26,7 %, виробництво — 14,3 %, будівництво — 8,6 %, роздрібна торгівля — 7,9 %.